# Izabela Dragneva
Izabela Erolova Rifatova, coniugata Dragneva (in bulgaro Изабела Еролова Рифатова-Драгнева?; Varna, 1º ottobre 1971), è un'ex sollevatrice bulgara campionessa mondiale ed europea che ha gareggiato nelle categorie dei pesi gallo (fino a 48/50 kg.), e dei pesi piuma (fino a 53 kg.).
È stata la prima sollevatrice a vincere un titolo olimpico e, allo stesso tempo, la prima sollevatrice ad essere privata per squalifica di una medaglia olimpica.

## Carriera
Nel 1991 Izabela Rifatova, allora diciannovenne, vinse la prima di una lunga serie di medaglie internazionali, conquistando nel mese di luglio il titolo europeo dei pesi mosca (fino a 48 kg.) ai campionati europei di Varna, sua città natale. Alcuni mesi dopo si ripeté ai campionati mondiali di Donaueschingen 1991, conquistando la medaglia d'oro con 170 kg. nel totale.
L'anno seguente ottenne la medaglia d'argento ai campionati mondiali disputatisi nella sua città natale, sollevando 175 kg. nel totale e terminando dietro la cinese Liu Xiuhua (187,5 kg.).
Due anni dopo vinse la medaglia d'oro ai campionati europei di Roma 1994, sempre nei pesi mosca (fino a 50 kg.); qualche mese più tardi ottenne la medaglia d'argento ai campionati mondiali di Istanbul con 165 kg. nel totale, dietro alla statunitense Robin Byrd (175 kg.).
Nel 1995 vinse la medaglia di bronzo ai campionati mondiali di Guangzhou con 172,5 kg. nel totale.
Dal 1996 si registrò alla IWF come Izabela Dragneva e nello stesso anno vinse la medaglia d'oro ai campionati europei di Praga con 167,5 kg. nel totale.
Nel 1997 vinse due medaglie d'argento: la prima ai campionati europei di Siviglia con 165 kg. nel totale e l'altra ai campionati mondiali di Chiang Mai con 185 kg. nel totale, battuta dall'indonesiana Winarni Binti Slamet.
L'anno successivo Dragneva passò alla categoria superiore dei pesi gallo, restando ai vertici internazionali con la medaglia d'oro dei campionati europei di Riesa 1998 con 182,5 kg. nel totale, e con la medaglia d'argento dei campionati mondiali di Lahti 1998 con 192,5 kg. nel totale, alle spalle della cinese Wang Xiufen (210 kg.).
Confermò il titolo europeo sia ai campionati europei di A Coruña 1999 con 190 kg. nel totale che ai campionati europei di Sofia 2000 con 187,5 kg. nel totale.
Sempre nell'anno 2000 prese parte alle Olimpiadi di Sydney, dove il sollevamento pesi femminile faceva il suo debutto olimpico, ritornando alla categoria dei pesi mosca, il cui limite nel frattempo era stato riportato a 48 kg., e vincendo la competizione con 190 kg. nel totale, divenendo così la prima sollevatrice della storia a vincere un titolo olimpico ma, dopo un controllo antidoping nei giorni seguenti, fu trovata positiva alla furosemide, insieme ad altri sollevatori bulgari, venendo tutti squalificati e perdendo la sua medaglia d'oro in favore della seconda classificata, la statunitense Tara Nott (185 kg.).
Terminato il periodo di squalifica, Dragneva vinse la medaglia di bronzo ai campionati mondiali di Varsavia 2002 con 182,5 kg. nel totale, sua ultima medaglia iridata.
Nel 2003 ottenne la medaglia d'argento ai campionati europei di Loutraki con 205 kg. nel totale, dopo essere risalita alla categoria dei pesi gallo.
Nel 2004 Dragneva, dopo essere nuovamente scesa alla categoria dei pesi mosca, vinse un'altra medaglia d'oro ai campionati europei di Kiev con 180 kg. nel totale. Qualche mese dopo partecipò alle Olimpiadi di Atene 2004, terminando la competizione al 5º posto finale con 187,5 kg. nel totale.
Concluse l'attività agonistica ai campionati mondiali di Doha 2005, piazzandosi al 9º posto finale con 173 kg. nel totale.